# T̤
T̤ (minuscule : t̤), appelé  T tréma souscrit, est un graphème utilisé dans la romanisation de l’alphabet mandéen, dans certaines romanisations du divehi, et dans la romanisation ALA-LC de l’ourdou écrit avec la devanagari. Elle était aussi utilisée dans la romanisation de l’écriture arabe. Elle est composée de la lettre T diacritée d’un tréma souscrit.

## Utilisation
Le T tréma souscrit était utilisé pour translittérer le ṭāʾ ‹ ط › hindoustani, mais aussi parfois de l’arabe, du turc ou du persan.
Dans la romanisation ALA-LC de l’ourdou écrit avec la devanagari, ‹ t̤ › translittère leᭂ ṭa noukta ‹ ट़ ›.

## Représentations informatiques
Le T tréma souscrit peut être représenté par les caractères Unicode suivant :
- décomposé (latin de base, diacritiques) :

| formes    | représentations | chaînes de caractères | points de code | descriptions                                         |
| --------- | --------------- | --------------------- | -------------- | ---------------------------------------------------- |
| majuscule | T̤               | T◌̤                    | U+0054 U+0324  | lettre majuscule latine t diacritique tréma souscrit |
| minuscule | t̤               | t◌̤                    | U+0074 U+0324  | lettre minuscule latine t diacritique tréma souscrit |

## Sources
- Actes du dixième Congrès international des orientalistes, session de Genève de 1894, 1895. (archive.org)
- (en) « Hindi », dans ALA-LC Romanization Tables, 2011 (lire en ligne)
- (en) Michael Everson, Proposal for encoding the Mandaic script in the BMP of the UCS (no N3485R, L2/08-270R), 4 aout 2008 (lire en ligne)